# 닛폰 TV 방송망 일요드라마
일요드라마(日曜ドラマ)는 일본 NTV에서 매주 일요일 22:30 ~ 23:25 (JST)에 방송되는 드라마 시간대를 뜻한다.

## 작품 리스트

### 2010년대

#### 2015년
- 《와일드 히어로즈》 (출연 : TAKAHIRO 외)
- 《데스노트》 (출연 : 쿠보타 마사타카 외)
- 《엔젤하트》 (출연 : 카미카와 타카야 외)

#### 2016년
- 《임상범죄학자 히무라 히데오의 추리》 (출연 : 사이토 타쿠미 외)
- 《유토리입니다만 무슨 문제 있습니까》 (출연 : 오카다 마사키 외)
- 《그리고, 아무도 없었다》 (출연 : 후지와라 타츠야 외)
- 《렌탈 구세주》 (출연 : 사와무라 잇키 외)

#### 2017년
- 《시각탐정 히구라시 타비토》 (출연 : 마츠자카 토리 외)
- 《프랑켄슈타인의 사랑》 (출연 : 아야노 고 외)
- 《사랑해도, 비밀은 있다.》 (출연 : 후쿠시 소타 외)
- 《지금부터 당신을 협박합니다》 (출연 : 딘 후지오카·타케이 에미 외)

#### 2018년
- 《결정타 키스》 (출연 : 야마자키 켄토 외)
- 《벼랑끝 호텔!》 (출연 : 이와타 타카노리 외)
- 《제로 일확천금 게임》 (출연 : 카토 시게아키 외)
- 《오늘부터 우리는!!》 (출연 : 카쿠 켄토 외)

#### 2019년
- 《3학년 A반 -지금부터 여러분은, 인질입니다-》 (출연 : 스다 마사키 외)
- 《당신 차례입니다》 (출연 : 하라다 토모요·타나카 케이 외)
- 《닛폰 느와르~형사 Y의 반란~》(출연 : 카쿠 켄토 외)

### 2020년대

#### 2020년
- 《흰색도 검은도 아닌 세계에서 팬더는 웃는다.》 (출연 : 세이노 나나·요코하마 류세이 외)
- 《미식탐정 아케치 고로》 (출연 : 나카무라 토모야 외)
- 《부모 바보 청춘 백서》(출연 : 무로 츠요시 외)
- 《극주부도》(출연 : 타마키 히로시 외)

#### 2021년
- 《너와 세상이 끝나는 날에》(출연 : 타케우치 료마 외)
- 《네메시스》(출연 : 히로세 스즈·사쿠라이 쇼 외)
- 《나의 살의가 사랑에 빠졌다》(출연 : 나카가와 다이시 외)
- 《진범인 플래그》(출연 : 니시지마 히데토시 외)

#### 2022년
- 《킨다이치 소년의 사건부(제5기)》(출연 : 미치에다 슌스케 외)
- 《신·신장공기~클래스메이트는 센고쿠 무장~》(출연 : 나가세 히로시 외)
- 《영매탐정·조즈카 히스이》(출연 : 키요하라 과야 외)

## 같이 보기
- 드라마이즘
- TBS 화요드라마
- 간사이 TV 화요일 밤 9시 드라마
- 요미우리 TV 목요드라마
- 어른의 토드라